# Толстенский поселковый совет
Толстенский поселковый совет (укр. Товстенська селищна рада) — входит в состав
Залещицкого района
Тернопольской области
Украины.
Административный центр поселкового совета находится в 
пгт Толстое.

## Населённые пункты совета
- пгт Толстое